# Stazione di Cannes-la-Bocca
La stazione di Cannes-la-Bocca è una fermata ferroviaria posta sulla Marsiglia-Ventimiglia ed è punto di partenza per la linea per Grasse. Serve Cannes, quartiere di La Bocca, Francia.